# Плоске (Грязовецький район)
Пло́ске (рос. Плоское) — селище у складі Грязовецького району Вологодської області, Росія. Входить до складу Ростиловського сільського поселення.

## Населення
Населення — 436 осіб (2010; 562 у 2002).
Національний склад (станом на 2002 рік):
- росіяни — 97 %